# Ara (Nigeria)
La ciudad de Ara es una localidad que se encuentra en el estado de Kano (Nigeria), cerca del Territorio Capital Federal de Abuya, capital del país; a unos 12 kilómetros de la ciudad de Nasarawa y a aproximadamente 220 kilómetros de la ciudad de Lafia, capital del estado de Nasarawa.

## Turismo
En las cercanías, frente a la ciudad de Ara se encuentra la Roca Ara, la cual constituye un importante atractivo turístico popular.